# フレデリックスバーグ (バージニア州)
フレデリックスバーグ（英:Fredericksburg）は、アメリカ合衆国バージニア州の独立市である。人口は2万7982人（2020年）。ワシントンD.C.の南70キロメートル、州都リッチモンドの北80キロメートルに位置する。ワシントン・ボルチモア・北バージニア広域都市圏に含まれる。経済分析局は統計処理の目的で、フレデリックスバーグ市と周辺のスポットシルベニア郡を結合している。
フレデリックスバーグとワシントン都市圏のフレデリックスバーグに近いところの人口で、かなりの数の者がフェアファックス郡、プリンスウィリアム郡やアーリントン郡、さらにはワシントンD.C.まで、車、バス、鉄道で通勤している。このことで、フレデリックスバーグは文化的に北バージニアの一部になってきたのか、そうではないのかについて、この地域で長い議論が続いており、どちらも強い主張がある。

## 歴史
フレデリックスバーグはラッパハノック川で航行可能な上限である瀑布線に近く位置し、バージニア植民地のフロンティアが海岸平原から西に動いていくときに発展した。市が設立された土地は1671年に特許された土地の一部だった。バージニア植民地議会は1676年にラッパハノック川沿い現在の市域直ぐ下流に1つの砦を建設した。1714年、アレクサンダー・スポッツウッド副総督が現在の市域よりラッパハノック川の上流にある支流、ラピダン川沿いにジャーマンナと呼ばれるドイツ人の開拓地建設を後援し、1716年にはブルーリッジ山脈を越えて西方への遠征隊を率いた。
フロンティアにおける関心が高まるにつれて、植民地議会は1720年にスポットシルバニアと名付けた新郡を創設し、その郡のための港として1728年にフレデリックスバーグの町を建設することで応えた。当時フレデリックスバーグはスポットシルバニア郡の一部だった。フレデリックスバーグの町はイギリス王ジョージ2世の息子、プリンス・オブ・ウェールズのフレデリックに因んで名付けられ、町の通りは王室構成員の名前を抱いていた。1732年に郡庁舎がフレデリックスバーグに移され、郡庁舎が郡の中央に近い所に移された1780年まで郡庁所在地だった。フレデリックスバーグは1781年に町制が布かれ、独自の役場、議会および町長を備えた。
1879年には独立市としての認可を受けた。1911年には現在あるような市政代行官と委員会による政府の形を採用した。
フレデリックスバーグはジョージ・ワシントンと密接な繋がりがある。ワシントンの家族は1738年にフレデリックスバーグとはラッパハノック川の対岸にあたるスタッフォード郡のフェリー農場に移転した。ワシントンの母メアリーは後にフレデリックスバーグ市に移転し、妹のベティは当時市の外にあったプランテーション・ハウス、ケンモアに住んだ。その他初期の重要な住人としては、独立戦争時の将軍ヒュー・マーサーやジョージ・ウィードン、海軍の英雄ジョン・ポール・ジョーンズおよび後にアメリカ合衆国大統領になったジェームズ・モンローがいた。
フレデリックスバーグ市の発展と成功はその他の重要な住民、すなわちその発展のために無くてはならない様々な技能を持ったアフリカ人奴隷に基づいていた。「奴隷達はプランテーション、ドック、鉄作り、鉱山と採石場、商業、建設、家内労働で働き、その他では熟練した鍛冶屋、桶屋、靴屋および馬車屋だった。アフリカ系アメリカ人はこの地域の発展に不可欠なものだった。」
19世紀の間、フレデリックスバーグはその交易という活動範囲を維持しようとしたが、あまり成功しなかった。これがラッパハノック川での運河の発展や有料道路と板敷道の建設を促し、内陸部と市場が開かれる町とを繋いだ。1837年までに、後にリッチモンド・フレデリックスバーグ・アンド・ポトマック鉄道となる南北の鉄道が、バージニア州都リッチモンドとこの町を繋いだ。必要性の高かった西の農作地域とこの町を繋ぐ鉄道は南北戦争が終わるまで完成しなかった。

### 南北戦争とその後

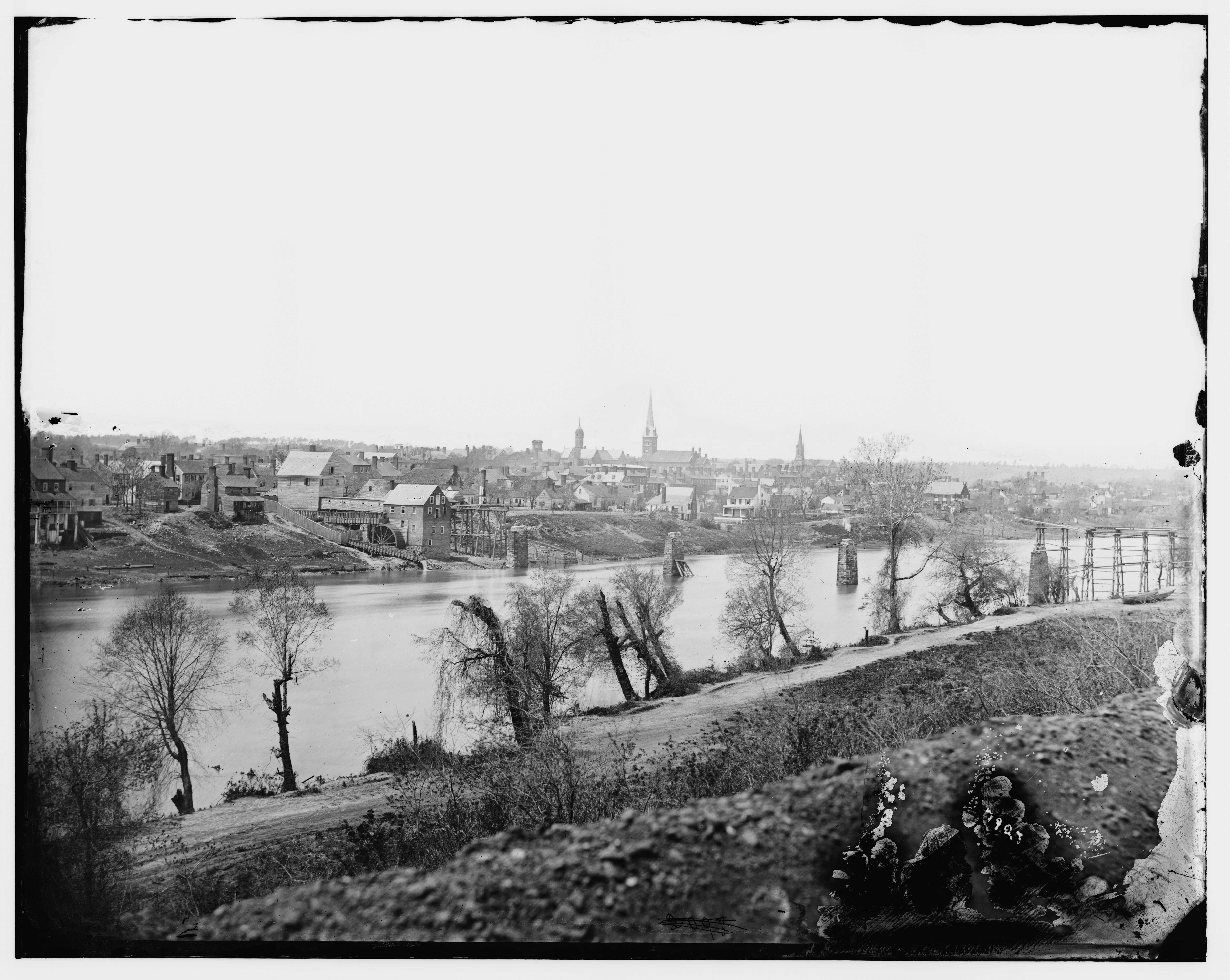
1863年3月のフレデリックスバーグ、ラッパハノック川対岸から臨む。右手にバプテスト教会の尖塔、中央寄りにセントジョージ教会の塔が見える。

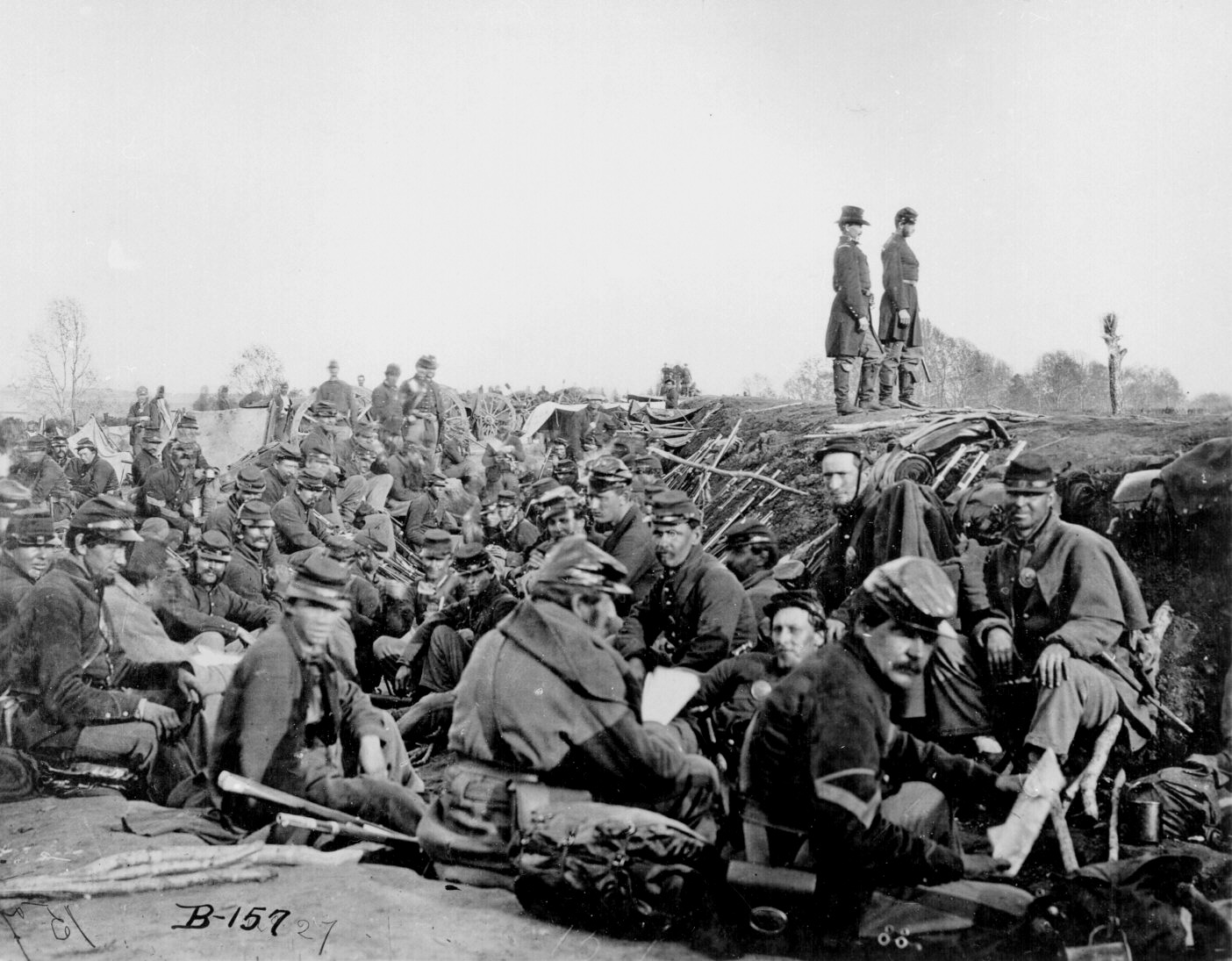
南北戦争: チェンセラーズヴィル方面作戦中のフレデリックスバーグの戦いでメアリー高地に対する猛攻前に塹壕にいる北軍ポトマック軍第6軍団の兵士、1863年5月。

南北戦争の間、フレデリックスバーグはその位置が北軍と南軍のそれぞれ首都であるワシントンD.C.とリッチモンドの中間にあったために、戦略的に重要となった。1862年12月11日から15日にかけてフレデリックスバーグの戦いが行われ、北軍による砲撃と略奪のために市は大きな損失を受けた。1863年5月にもチャンセラーズヴィル方面作戦（1863年4月27日-5月6日）に関連して、市とその周辺で2度目の戦いがあった（チャンセラーズヴィルの戦い）。1864年5月、市の近くで荒野の戦いとスポットシルバニア・コートハウスの戦いが起こった。
南北戦争後、フレデリックスバーグは域内交易の中心として以前の立場を取り戻し、市域も緩りと拡がった。1908年、州の女性のための教員養成と工業の学校としてメアリー・ワシントン大学がここに設立された。この大学は1938年にメアリー・ワシントン・カレッジという名前になり、女性の一般教養カレッジとしてバージニア大学と長年交流した。1970年にはバージニア大学から切り離され、男性の入学を認めるようになった。近年、その名称をメアリー・ワシントン大学に変えた。卒業生と専門的研究のための別のキャンパスが郊外のスタッフォード郡にある。
今日、フレデリックスバーグはバージニア州北中部で急速に成長している地域の商業中継点となっている。ここ何十年間で郊外が成長したが、地域の過去を覚えている人は多い。40ブロックある国定歴史地区には市の中心地域が含まれ、18世紀から19世紀の建物350棟以上がある。著名な家屋として、ケンモア、ワシントンの姉妹ベティの家、およびワシントンの母が晩年を過ごしたメアリー・ワシントン・ハウスがある。夏季にはこの歴史地区を目指す多くの観光客がフレデリックスバーグを訪れる。
その他の歴史ある建物や博物館として、18世紀のライジングサン酒場、ヒュー・マーサーの薬屋およびジェームズ・モンローの法律事務所博物館がある。重要な公共建築物としては、ジェームズ・レンウィック・ジュニアが設計した1852年の市庁舎がある。レンウィックの作品としては、ワシントンにあるスミソニアン博物館の城館やニューヨーク市のセントパトリック大聖堂、および1816年の市役所と立会所がある。この最後の建物は現在、地元の歴史博物館と文化センターを収めている。
近郷の観光地として、38マイル (56 km) 東のウェストモアランド郡にあるジョージ・ワシントン生誕地国立記念碑、フレデリックスバーグから川向こうにあるワシントンが少年時代を過ごしたスタッフォード郡のフェリー農場歴史史跡がある。ファルマスの歴史地区はラッパハノック川対岸北にあり、画家ガリ・メルシャーズの家である古民家ベルモントがここにある。
この地域で行われた南北戦争の戦闘はフレデリックスバーグおよびスポットシルバニア郡戦場跡記念国立軍事公園で記念されている。1927年のアメリカ合衆国議会法で創設されたこの国立軍事公園では、フレデリックスバーグ、チャンセラーズヴィル、荒野およびスポットシルバニア・コートハウスの各戦場の部分を保存している。フレデリックスバーグ国立墓地はこの公園の一部であり、フレデリックスバーグ戦場跡のメアリー高地にあり、この地域の戦場から集めた北軍兵の遺骸15,000体以上が埋葬されている。
1958年、レイ・アンド・ヒズ・レイ・メンがリリースしたシングルレコードである楽器曲『ランブル』（ガラガラ鳴る音）をフレデリックスバーグでリンク・レイが初めて即興演奏した時に、現代ギターのパワーコードが初めて開発された。地域の音楽シーンは広い範囲のジャンルを含んでいる。
2008年、フレデリックスバーグはバージニア州の他地域と同様、アメリカ合衆国大統領選挙における候補者にとって重要地点となった。2008年9月27日、メアリー・ワシントン大学のキャンパスで、アメリカ合衆国上院議員かつ民主党大統領候補バラク・オバマと副大統領候補のジョー・バイデンが選挙集会を開き、およそ26,000人の支持者を集めた。共和党の副大統領候補で州知事のサラ・ペイリンは10月27日の集会で8,000人を集めた。

## 地理
アメリカ合衆国統計局によれば、市域全面積は27.2 km2である。水域は無い。この市はピードモント台地と海岸地域の境界の一部をなしており、瀑布線にあるので、ラッパハノック川を見渡すことができる。アメリカ国道1号線と17号線、州間高速道路95号線が市内を通り、ワシントンD.C.からは南に80キロメートルにある。
北と東はラッパハノック川で遮られ、川向こうはスタッフォード郡である。南と西はスポットシルバニア郡となる。

## 人口動態
以下は2000年国勢調査による人口統計データである。
| 基礎データ - 人口: 19,279人 - 世帯数: 8,102世帯 - 家族数: 3,925家族 - 人口密度: 707.6/km2（1,833.0人/mi2） - 住居数: 8,888軒 - 住居密度: 326.2軒/km2（845.0軒/mi2） 人種別人口構成 - 白人: 73.18% - アフリカン・アメリカン: 20.41% - ネイティブ・アメリカン: 0.34% - アジア人: 1.51% - 太平洋諸島系: 0.06% - その他の人種: 2.56% - 混血: 1.95% - ヒスパニック・ラテン系: 4.90% 年齢別人口構成 - 18歳未満: 17.8% - 18-24歳: 23.8% - 25-44歳: 27.2% - 45-64歳: 18.4% - 65歳以上: 12.8% - 年齢の中央値: 30歳 - 性比（女性100人あたり男性の人口） - 総人口: 81.8 - 18歳以上: 78.4 | 世帯と家族（対世帯数） - 18歳未満の子供がいる: 21.6%% - 結婚・同居している夫婦: 31.8% - 未婚・離婚・死別女性が世帯主: 13.1% - 非家族世帯: 51.6% - 単身世帯: 39.2% - 65歳以上の老人1人暮らし: 12.8% - 平均構成人数 - 世帯: 2.09人 - 家族: 2.81人 収入と家計 - 収入の中央値 - 世帯: 34,585米ドル - 家族: 47,148米ドル - 性別 - 男性: 33,641米ドル - 女性: 25,037米ドル - 人口1人あたり収入: 21,527米ドル - 貧困線以下 - 対人口: 15.5% - 対家族数: 10.4% - 18歳未満: 19.9% - 65歳以上: 8.8% |

## 犯罪
下表は、モーガン・クイットノーが「アメリカで最も危険な都市」ランキング算出で用いている6つの指標で、フレデリックスバーグの犯罪率を全国平均と比べたものである。この数字は実際の犯罪件数ではなく、人口1人あたりの犯罪件数である。
| 犯罪       | フレデリックスバーグ（2006年） | 全国平均 |
| ---------- | ------------------------------ | -------- |
| 殺人       | 4.8                            | 6.9      |
| 強姦       | 71.6                           | 32.2     |
| 強盗       | 138.5                          | 195.4    |
| 傷害       | 291.3                          | 340.1    |
| 夜盗       | 339.1                          | 814.5    |
| 自動車窃盗 | 358.2                          | 526.5    |

2006年で全体犯罪指数は人口10万人あたり4981.1だった。全国平均は同4479.3だった。フレデリックスバーグの犯罪は、強姦と窃盗犯罪以外は全国平均より下回っている。

## 景勝地など

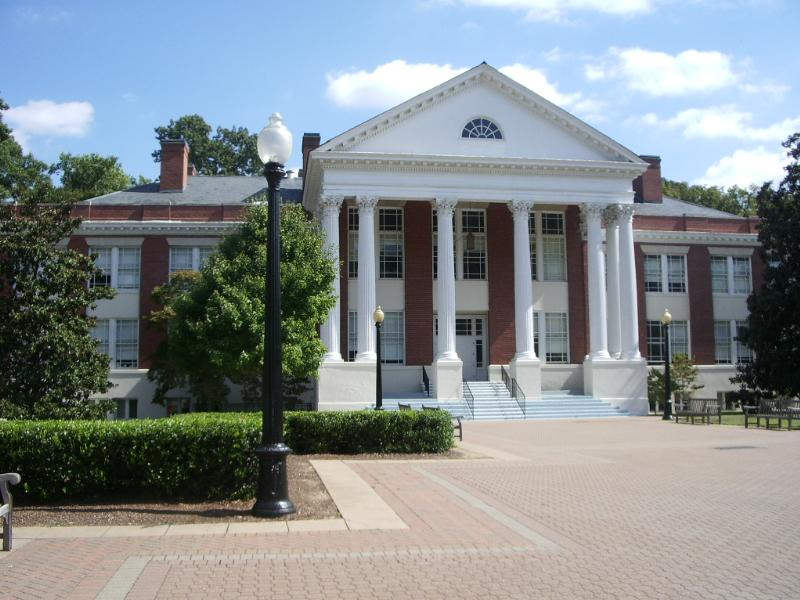
メアリー・ワシントン大学モンロー・ホール

- カールのアイスクリーム
- セントラル・パーク
- フレデリックスバーグ地域博物館および文化センター
- フェリー農園
- フレデリックスバーグ駅、アムトラック線
- フレデリックスバーグおよびスポットシルバニア郡戦場跡記念国立軍事公園
- ライジングサン酒場[リンク切れ]
- ケンモア・プランテーション
- メアリー・ワシントン・ハウス
- ジェームズ・モンロー博物館および記念図書館
- オールドミル公園
- ヒュー・マーサーの薬屋
- セントジョージ教会
- アラムスプリング公園
- スポットシルバニア・タウンセンター
- メアリー・ワシントン大学
- アメリカ合衆国国立奴隷博物館（未公開）
- カラハリ・リゾート（2010年12月頃公開）

## メディア
フレデリックスバーグの日刊紙として「ザ・フリーランス・スター」がある。「ザ・フリーランス」が1885年に創刊され、19世紀の間は週2回発行の新聞2紙、すなわち「フレデリックスバーグ・ニューズ」と「ザ・バージニア・スター」と競った。「フレデリックスバーグ・ニューズ」が1884年に廃刊になると、「ザ・バージニア・スター」の会社が1893年に「デイリー・スター」を発刊した。1900年、2つの会社が合併したが2紙は1926年まで発行を続け、その後現在の新聞名で合流した。その時以来、「ザ・フリーランス・スター」はフレデリックスバーグのロー家のメンバーにより所有され運営されている。
フレデリックスバーグとその近郷地域には以下のようなラジオ局がある
- FM局
  - WJYJ（90.5、キリスト教徒向け）
  - WFLS（93.3、カントリー）
  - WGRQ（95.9、"ロッキン・オールディーズ"）
  - WWUZ（96.9、クラシック・ロック）
  - WWVB（99.3、現代のリズム音楽）
  - WBQB（"B-101.5"、現代の成人向け）

フレデリックスバーグのAMラジオ局にはWFVA（1230、ニューズとトーク）とWYSK（1350、スペイン語）がある。WFLS, WWUZ および WYSK局はザ・フリーランス・スターの会社が所有している。
2001年、アービトロンがサービスを開始して、フレデリックスバーグ地域は全国的ラジオ市場に入った。2005年秋の時点で、調査された297の市場の内、154番目にランクされており、市場人口は28万人以上となっている。クリア・チャネル・コミュニケーションズやキュミュラス・ブロードキャスティングのような大規模放送会社はこの地域の市場では活動していない。局のほとんど全てが地元にあるか、地域で所有されている。

## スポーツ
- フレデリックスバーグ・ガンナーズ - ユナイテッドサッカーリーグの下部プレミア・デベロプメント・リーグ、2006年設立
- メアリー・ワシントン大学イーグルス
- VHSL - バージニア州高校リーグ・スポーツ

## 交通

### 道路
フレデリックスバーグには一連の田舎や郊外に続く4車線高規格道路と多くの小さな2車線道路が走っている。主要幹線道路の中では、アメリカ国道1号線がこの地域から南北にスタッフォードやワシントンD.C.とその先までを繋いでいる。バージニア州道3号線はフレデリックスバーグ中心街から（ブルー・アンド・グレイ・パークウェイのバイパスを経由して）南のスタッフォード郡とを繋ぐ主要東西ルートであり、アメリカ国道301号線は大規模ショッピングセンターであるスポットシルバニア・タウンセンターとセントラル・パークを繋ぎ、西のカルペパーに至って、アメリカ国道29号線と15号線に繋がる。
フレデリックスバーグから北（ワシントンD.C.都市圏）に行き交う通勤ピーク時間帯の交通の流れは、主に州間高速道路95号線と国道1号線によっている。国道1号線のラッパハノック川を越える橋はしばしば交通上のボトルネックになっている。通勤人はワシントンに至るバージニア・レイルウェイ・イクスプレスも使っている。FREDは最近フレデリックスバーグで始められたバス運行であり、地域社会の大半、小売りショッピングセンター、バージニア・レイルウェイ・イクスプレスの2つの駅、およびフレデリックスバーグ中心街に運行している。

### 鉄道
フレデリックスバーグ駅ではアムトラックの長距離列車とフレデリックスバーグ線の通勤列車が利用できる。

## 観光
毎年約150万人の観光客がフレデリックスバーグ地域を訪れている。行き先は戦場跡公園、中心街観光センター、イベントおよび歴史史跡である。

## 著名な住人と出身者
- エライジャ・クレイグ、バプテストの説教師、アメリカ独立戦争前に信教の自由の問題で投獄された。ケンタッキー州まで流れていった動く教会の指導者。
- ジョージ・ワシントン
- ジェームズ・モンロー
- オーガスティン・ワシントン
- メアリー・ボール・ワシントン
- フィールディング・ルイスとエリザベス・"ベティ"・ワシントン
- ジョン・ポール・ジョーンズ
- ヒュー・マーサー
- ジョージ・ウィードン
- ケラー・ウィリアムズ、多楽器奏者、音楽家
- モンティ・ウィリアムズ、元バスケットボール選手
- ウィリアム・P・テイラー、アメリカ合衆国下院議員
- アル・バンブリー、元野球選手
- フローレンス・キング、著作家、『南部の婦人と紳士』『失敗した南部婦人の告白』
- ジェフ・ラウズ、オリンピックの水泳で金メダリスト、元世界記録保持者
- マーク・レンジ、オリンピックの飛び込み競技で金メダリスト
- デレク・ハートリー、ラジオ・ショーのホスト
- デイブ・スモーリー、音楽家、バンドのオール、ダグ・ナスティ、ダウン・バイ・ロー、ザ・シャープシューターズのメンバー
- ヘンリー・クライスト、ケンタッキー州選出アメリカ合衆国下院議員
- ジョン・メイン、ニューヨーク・メッツの先発投手
- ジョージ・コギル、デンバー・ブロンコスのアメリカンフットボール選手
- ジャッジ・ラインホルド、俳優
- エリン・マッキューン、音楽家
- ダニー・R・マクブライド、俳優[13]
- ジョージ・C・ローリングス、バージニア州下院議員
- ジェイムズ・L・ファーマー・ジュニア、公民権運動指導者

## 姉妹都市
- フランス、フレジュス
- ガーナ、プリンスタウン